# ناياك (نيويورك)
ناياك (بالإنجليزية: Nyack, New York) هي بلدة تقع في الولايات المتحدة في مقاطعة روكلاند، نيويورك. يقدر عدد سكانها بـ 6,765 نسمة ومساحتها 4.2 كم2 وترتفع عن سطح البحر 22 متر.

## التركيبة السكانية
حدّد مكتب تعداد الولايات المتحدة بيانات التركيبة السكانية لناياك في تعداد الولايات المتحدة. في ما يلي، التركيبة السكانية حسب تعدادي 2000 و2010.

### تعداد عام 2000
بلغ عدد سكان ناياك 6,737 نسمة بحسب تعداد عام 2000، وبلغ عدد الأسر 3,188 أسرة وعدد العائلات 1,511 عائلة مقيمة في القرية. في حين سجلت الكثافة السكانية 1,615.6 نسمة لكل كيلومتر مربع (4,184.4/ميل2). وبلغ عدد الوحدات السكنية 3,288 وحدة بمتوسط كثافة قدره 788.5 لكل كيلومتر مربع (2,042.2/ميل2).
وتوزع التركيب العرقي للقرية بنسبة 63.81% من البيض و26.33% من الأمريكيين الأفارقة و0.21% من الأمريكيين الأصليين و2.42% من الأمريكيين ذوي الأصول الآسيوية و0.01% من سكان جزر المحيط الهادئ و2.66% من الأعراق الأخرى و4.56% من عرقين مختلطين أو أكثر و8.56% من الهسبانيون أو اللاتينيون من أي عرق.
بلغ عدد الأسر 3,188 أسرة كانت نسبة 23.6% منها لديها أطفال تحت سن الثامنة عشر تعيش معهم، وبلغت نسبة الأزواج القاطنين مع بعضهم البعض 32% من أصل المجموع الكلي للأسر، ونسبة 12.3% من الأسر كان لديها معيلات من الإناث دون وجود شريك، بينما كانت نسبة 3% من الأسر لديها معيلون من الذكور دون وجود شريكة وكانت نسبة 52.6% من غير العائلات. تألفت نسبة 42.3% من أصل جميع الأسر من عدة أفراد يعيشون في نفس المنزل ونسبة 12.3% كانت تتألف من شخص يعيش بمفرده يبلغ من العمر 65 عاماً أو أكثر. وبلغ متوسط حجم الأسرة المعيشية 2.10، أما متوسط حجم العائلات فبلغ 2.93.
بلغ العمر الوسطي للسكان 38.5 عاماً. وكانت نسبة 18.9% من القاطنين تحت سن الثامنة عشر، وكانت نسبة 6.6% بين الثامنة عشر والرابعة والعشرين عاماً، ونسبة 36.1% كانت واقعةً في الفئة العمرية ما بين الخامسة والعشرين والرابعة والأربعين عاماً، ونسبة 24.6% كانت ما بين الخامسة والأربعين والرابعة والستين، ونسبة 13.4% كانت ضمن فئة الخامسة والستين عاماً فما فوق. يوجد لكل 100 أنثى 86.4 ذكر، ويوجد لكل 100 أنثى في الثامنة عشر من عمرها فما فوق 83.9 ذكر.
بلغ متوسط دخل الأسرة في القرية 54,890 دولارًا، أما متوسط دخل العائلة فبلغ 69,146 دولارًا. وكان متوسط دخل الذكور 50,043 دولارًا مقابل 35,202 دولارًا للإناث. وسجل دخل الفرد الخاص بالقرية 32,699 دولارًا. وكانت نسبة 2.2% من العائلات ونسبة 6% من السكان تحت خط الفقر، وكان من هؤلاء نسبة 6.5% تحت سن الثامنة عشر ونسبة 8.6% في الخامسة والستين من العمر وما فوق.

### تعداد عام 2010
بلغ عدد سكان ناياك 6,765 نسمة بحسب تعداد عام 2010، وبلغ عدد الأسر 3,303 أسرة وعدد العائلات 1,421 عائلة مقيمة في القرية. في حين سجلت الكثافة السكانية 1,622.3 نسمة لكل كيلومتر مربع (4,201.7/ميل2). وبلغ عدد الوحدات السكنية 3,525 وحدة بمتوسط كثافة قدره 845.3 لكل كيلومتر مربع (2,189.3/ميل2).
وتوزع التركيب العرقي للقرية بنسبة 63.30% من البيض و23.98% من الأمريكيين الأفارقة و0.38% من الأمريكيين الأصليين و4.01% من الأمريكيين ذوي الأصول الآسيوية و5.56% من الأعراق الأخرى و2.78% من عرقين مختلطين أو أكثر و13.92% من الهسبانيون أو اللاتينيون من أي عرق.
بلغ عدد الأسر 3,303 أسرة كانت نسبة 20.7% منها لديها أطفال تحت سن الثامنة عشر تعيش معهم، وبلغت نسبة الأزواج القاطنين مع بعضهم البعض 27.6% من أصل المجموع الكلي للأسر، ونسبة 12.1% من الأسر كان لديها معيلات من الإناث دون وجود شريك، بينما كانت نسبة 3.3% من الأسر لديها معيلون من الذكور دون وجود شريكة وكانت نسبة 57% من غير العائلات. تألفت نسبة 46.7% من أصل جميع الأسر من عدة أفراد يعيشون في نفس المنزل ونسبة 15.5% كانت تتألف من شخص يعيش بمفرده يبلغ من العمر 65 عاماً أو أكثر. وبلغ متوسط حجم الأسرة المعيشية 2.03، أما متوسط حجم العائلات فبلغ 2.98.
بلغ العمر الوسطي للسكان 40.9 عاماً. وكانت نسبة 17.7% من القاطنين تحت سن الثامنة عشر، وكانت نسبة 8% بين الثامنة عشر والرابعة والعشرين عاماً، ونسبة 30% كانت واقعةً في الفئة العمرية ما بين الخامسة والعشرين والرابعة والأربعين عاماً، ونسبة 28.7% كانت ما بين الخامسة والأربعين والرابعة والستين، ونسبة 15.6% كانت ضمن فئة الخامسة والستين عاماً فما فوق. وتوزع التركيب الجنسي للسكان بنسبة 46.3% ذكور و53.7% إناث.

## أعلام
- فرد هان
- فان جونسون
- إدوارد هوبر
- نينا س. يونغ
- رايت ميلز
- جوزيف جونسون هارت
- ستيلا ميف
- جورج وليام هيل
- هيلين هيز
- كارسون ماكولرز